# José José
José Rómulo Sosa Ortiz, mais conhecido como José José (Cidade do México, 17 de fevereiro de 1948 – Miami, 28 de setembro de 2019), foi um cantor, compositor e ator mexicano. Seu sucesso foi reconhecido principalmente na América Latina.
No Brasil ficou conhecido por interpretar o personagem Erasmo Padilha, na novela A Feia Mais Bela.
Ele é considerado um dos cantores latinos mais bem-sucedidos, populares e importantes da história, com mais de 100 milhões de discos vendidos em todo o mundo e 36 álbuns de estúdio. No total de todas as suas produções, possui mais de 200 discos de ouro, platina e um de plutônio (sendo o primeiro cantor do mundo a obtê-lo).

## Infância e Juventude
José Romulo era o filho de José Sosa Esquivel, um tenor de ópera, e Margarita Ortíz, uma pianista clássica. Durante a infância, passou a demonstrar seu interesse pela música, porém, em uma falha tentativa de protege-lo, seus pais tentavam o convencer de não seguir a mesma carreira que um dia os frustrou. 
Seu pai se tornou alcoólatra e abandonou o lar, o forçando a trabalhar – ainda aos 15 anos – para ajudar sua mãe e irmão mais novo. 
José aprendeu a cantar utilizando-se de técnicas avançadas, e aproveitando desse talento, fazia serenatas junto de seus amigos. 
Isso lhe abriu às portas para se unir a um grupo de jazz e bossa nova, conhecido como “Los Peg”, destacando-se como contrabaixista. Eles tocaram a maior parte do tempo em clubes noturnos, e em festivais de jazz locais.  
José assinou contrato para a gravação de dois pequenos singles, “El Mundo” (uma adaptação em castelhano da canção “Il Mondo”, de Jimmy Fontana). E “Ma vie”, todos esses sem sucesso. 
Nesse momento, ele abandona sua banda, para concentrar-se em seu sonho de seguir uma carreira solo, adotando o nome artístico “José José” em homenagem ao seu pai, que falecera vítima do alcoolismo, em 1968. O pseudônimo “José José”, nada mais é do que a união de “José” (seu primeiro nome, atrelado ao primeiro de seu falecido pai). 

## Carreira
Com o apoio de sua mãe, assinou seu primeiro contrato com uma gravadora de renome, a RCA, gravando seu primeiro álbum intitulado “Cuidado”.
Contando com às obras de dois grandes compositores (Armando Manzanero e Rúben Fuentes), seu disco trazia uma combinação de boleros e baladas românticas. Apesar da qualidade e elogio dos críticos, o álbum não alcançou a popularidade esperada.
Seguindo em sua busca por reconhecimento, aos poucos sua fama foi se concretizando. José já passava a ser convidado a participar de programas de televisão, apresentando canções como “Una Mañana” e “Cuidado”, passando a chamar a atenção dos produtores musicais.
Ele lançou a música “La Nave del Olvido”, que se converteu em seu primeiro sucesso no México e na América Latina.

### Festival OTI da Canção (1970)
A grande chance de José José surgiu em 15 de março de 1970, quando foi escolhido para representar o México em um festival de música internacional. Com uma apresentação magistral da canção “El Triste”, composta por Roberto Cantoral (1930 – 2010), ele impressionou o  público presente no teatro Ferrocarrilero, e a milhares que assistiam pela televisão sua marcante apresentação.
O desempenho da canção foi tão impressionante, que causou o espanto de nomes renomados da música mexicana presentes na plateia. Dentre eles, Marco Antonio Muñiz.
Mas a decisão dos jurados não foi de acordo com a maioria do público, e José ficou em terceiro lugar, em uma edição que teve como vencedora a brasileira Cláudya, com “Canção de Amor e Paz”. Após esse episódio, ele deixou de ser uma promessa, para se tornar um ídolo, vindo a desempenhar papéis principais em alguns filmes, como “Buscando una Sonrisa” (1971), “Sueño de Amor”(1972), e “La Carrera del Millón”(1973). 
Ao longo das décadas de 1970, 80’ e 90’ lançou diversos hits, (nessa última, tendo a canção “40 y 20”, regravada em português pela dupla Chitãozinho e Xororó). Esta carreira musical manteve-se até o declínio total de sua voz, por conta do alcoolismo, nos anos 2000.

## Vida Pessoal

### Álcool e Drogas
| “ | Meu pai sofria de alcoolismo e era neurótico. Na noite em que meu pai foi embora, saí para comprar uma garrafa de bebida para substituir o indivíduo que não morava mais na casa. Foi aí que minha carreira de alcoólatra começou. | ” |

Após a chegada da fama e do dinheiro, José José passou a conhecer belas mulheres, muitas delas que – de certa maneira – lhe roubaram a paz. O cantor se apaixonou por Natalia “Kiki” Herrera Calles, neta do ex-presidente, Plutarco Elias Calles, e vinte anos mais velha que ele. Com ela José mergulhou um ainda mais no consumo de álcool.
Na época, ele próprio relatou que o consumo de bebidas alcoólicas junto a sua esposa, era algo feito diariamente.
Após o divórcio, o cantor passou a interagir com pessoas ricas, que passaram a lhe oferecer cocaína. José também fez uso de outras substâncias tóxicas, que lhe ocasionaram diversos problemas de saúde.

### Os Amores do “Príncipe”
José José casou-se por três vezes durante sua vida. Sua primeira esposa foi a atriz Natalia Herrera Calles, em 1971. Vindo a se divorciar em 1973.
Sua segunda esposa foi a também atriz Ana Elena Noreña (mais conhecida como Anel).
José José e Anel já haviam se relacionado de maneira rápida antes de seu matrimônio, e retomaram a relação após o divórcio, só que agora, de maneira concreta.
Em 1974, a ex-Miss México fica grávida de José Francisco Carmelo Augusto (o também cantor José Joel). Em 1982, o casal tem sua segunda filha, Marysol Estrella. Permaneceram juntos por 17 anos, em uma convivência em que ambos qualificaram como “conturbada”. 
Sua terceira e última esposa, foi a cubana Sara Salazar. Divorciada e mãe de duas filhas (Monique e Celine), conheceu o artista através de seu empresário, Willy Vicedo, em uma festa em Miami.
Ela deu seu número de telefone a José, que meses depois a ligou, direto da clínica de reabilitação onde estava internado. 
Casam-se em 1995, e tem sua terceira filha, Sarita Sosa Salazar. Juntos viveram seu amor em meio a diversos problemas de saúde.

## Morte
José José morreu em 28 de setembro de 2019 após internação no hospital Homestead, em Miami. O artista padecia de câncer no pâncreas desde 2017, tendo complicações em decorrência dessa doença.
Diversas homenagens foram feitas durante os dias que se seguiram, até a sua cremação. Suas cinzas repousam no Panteón Francés de La Piedad, próximo aos jazigos de sua mãe e avó.

## Álbuns
- Tenampa (2001)
- Distancia (1998)
- Y Algo Mas (1998)
- Tesoros (1997)
- Mujeriego (1995)
- Grandeza Mexicana (1994)
- 30 Años De Ser El Principe (1994)
- 40 Y 20 (1992)
- En Las Buenas Y En Las Malas (1990)
- Que Es El Amor (1989)
- Sabor A Mi (B.S.O./Soundtrack) (1988)
- Soy Así (1987)
- Siempre Contigo (1986)
- Promesas (1985)
- Gavilan O Paloma (B.S.O./Soundtrack) (1985)
- Reflexiones (1984)
- Secretos (1983)
- Mi Vida (1982)
- Gracias (1981)
- Romântico (1981)
- Amor Amor (1980)
- Si Me Dejas Ahora (1979)
- Lo Pasado Pasado (1978)
- Volcan (1978)
- Reencuentro (1977)
- El Principe (1976)
- Tan Cerca…Tan Lejos (1975)
- Vive (1974)
- Hasta Que Vuelvas (1973)
- Cuando Tu Me Quieras (1972)
- De Pueblo En Pueblo (1972)
- Buscando Una Sonrisa (1971)
- El Triste (1970)
- La Nave Del Olvido (1970)
- Cuidado (1969)